# Diastrophus
Diastrophus is een geslacht van vliesvleugelige insecten van de familie Echte galwespen (Cynipidae).

## Soorten
- D. mayri

Zilverschoonspoelgalwesp Reinhard, 1876
- D. rubi

Bramentakgalwesp (Bouché, 1834)